# Histoire d'un Pierrot
Histoire d'un Pierrot er en italiensk stumfilm fra 1914 af Baldassarre Negroni.

## Medvirkende
- Francesca Bertini som Pierrot
- Leda Gys som Louisette
- Emilio Ghione som Pochinet
- Elvira Radaelli som Fifine
- Amedeo Ciaffi som Julot